# Klay Thompson
Klay Alexander Thompson (* 8. Februar 1990 in Los Angeles, Kalifornien) ist ein US-amerikanischer Basketballspieler, der seit 2024 bei den Dallas Mavericks in der NBA aktiv ist. Zuvor spielte er 13 Jahre lang für die Golden State Warriors. Mit jenem Team gewann er viermal den NBA-Titel. Thompson gilt als einer der besten Distanzschützen der NBA-Geschichte.

## College
Thompson spielte insgesamt drei Jahre für das Basketballteam der Washington State University. 2010 und 2011 wurde er ins All-Pac-10 First Team gewählt, einer Auswahl der besten Spieler der Pacific-Conference.

## NBA-Karriere
Im NBA-Draft 2011 wurde Thompson an 11. Stelle von den Golden State Warriors ausgewählt. Zu Beginn seiner Rookie-Saison kam er von der Bank. Nachdem der gesetzte Starter Monta Ellis in der Mitte der Saison zu den Milwaukee Bucks gewechselt war, rückte Thompson für ihn in die Startaufstellung auf. Auf Anhieb überzeugte der Guard als zuverlässiger Distanzschütze. In seinem ersten Jahr erzielte er 12,5 Punkte pro Spiel und wurde ins NBA All-Rookie First Team berufen.

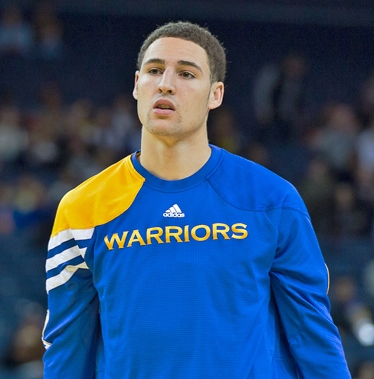
Thompson in seiner zweiten Profisaison

In seinem zweiten Jahr bildete Thompson gemeinsam mit Stephen Curry einen der gefährlichsten Backcourts der Liga. Zusammen verwandelten sie 483 Dreipunktwürfe, mehr als jedes andere Duo der Liga. Thompson erzielte am 8. Mai 2013 gegen die San Antonio Spurs mit 34 Punkten und 14 Rebounds jeweils Karrierebestwerte. Dabei traf er acht seiner neun Dreierversuche. Die Saison schloss er verbessert mit 16,6 Punkten pro Spiel ab.
Im ersten Spiel der neuen Saison 2013/14 stellte Thompson beim 125:94-Sieg über die Los Angeles Lakers mit 38 Punkten einen erneuten Karriererekord auf. Mit 18,4 Punkten pro Spiel war er der beste Warrior-Schütze nach Curry.
Am 31. Oktober 2014 verlängerte Thompson seinen Vertrag bei den Warriors um vier weitere Jahre. Einen Tag nach der Vertragsunterzeichnung erzielte Thompson mit 41 Punkten gegen die Los Angeles Lakers einen neuen Karriererekord. Diesen konnte er am 23. Januar 2015 mit 52 Punkten gegen die Sacramento Kings erneut verbessern, wobei er allein 37 Punkte im dritten Viertel erzielte. Die 37 Punkte in einem Viertel sind NBA-Rekord. Zudem traf er neun Dreipunktwürfe bei neun Versuchen, was ebenfalls einen NBA-Rekord darstellt. Kurze Zeit später wurde Thompson erstmals zum NBA All-Star Game eingeladen.

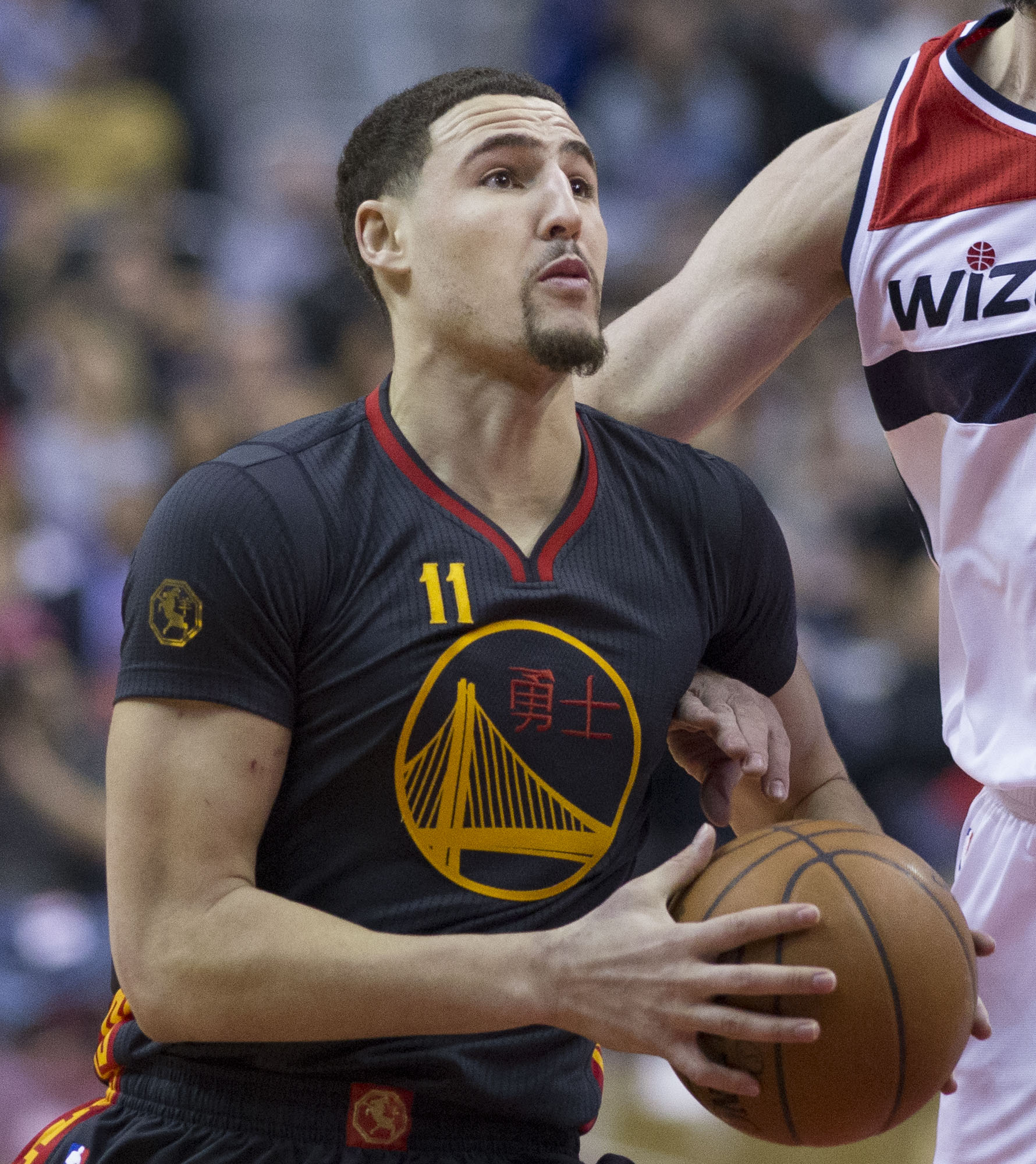
Thompson im Jahr 2015

Die Saison 2014/15 schlossen die Warriors mit einem Franchiserekord von 67 Siegen ab und gingen als bestes Team in die Playoffs. Thompson hatte an diesem Erfolg großen Anteil und steuerte 21,7 Punkte pro Spiel bei. In den Playoffs bezwang Thompson mit den Warriors die New Orleans Pelicans, die Memphis Grizzlies, die Houston Rockets und schließlich in den Finals die Cleveland Cavaliers und konnte sich über seinen ersten NBA-Titel freuen. In der Saison 2015/16 wurde Thompson erneut All-Star. Mit den Warriors erreichte er 73 Saisonsiege, womit man den Rekord der Chicago Bulls aus der Saison 1995/96 brach. Erneut wurden auch die NBA-Finals erreicht, wo Thompson mit den Warriors den Cleveland Cavaliers unterlag.
In der Saison 2016/17 stellte Thompson am 5. Dezember 2016 gegen die Indiana Pacers mit 60 Punkten in 29 Spielminuten nicht nur einen neuen persönlichen Rekord auf, er war damit auch der erste NBA-Spieler, der für diese Bilanz weniger als 30 Minuten benötigte. Das Spiel wurde am Ende der Saison von der NBA zur besten Einzelleistung des Jahres gekürt. Mit den Warriors gewann Thompson 2017 erneut die NBA-Meisterschaft, nachdem man sich im Finale gegen den Titelverteidiger Cleveland Cavaliers durchsetzen konnte. In der Saison 2017/18 gewann man sowohl die Western Conference als auch zum sechsten Mal die NBA-Meisterschaft. Im Finale besiegten die Warriors erneut die Cleveland Cavaliers mit 4:0.
Zu Beginn der Saison 2018/19 stellte er beim 149:124-Sieg gegen die Chicago Bulls mit 14 verwandelten Dreipunktwürfen in einem Spiel einen neuen Rekord auf, er brach damit die Bestmarke seines Mitspielers Stephen Curry.
In den Finals der Saison 2018/19 zog sich Thompson gegen die Toronto Raptors einen Kreuzbandriss im linken Knie zu. Die Warriors verloren die Serie und Thompson fiel über Monate verletzt aus.
Nach überstandener Verletzung gab Thompson am 9. Januar 2022 sein Comeback beim 96:82-Sieg gegen die Cleveland Cavaliers. Am 16. Juni 2022 gewann Thompson seinen vierten NBA-Titel mit den Golden State Warriors.
In der Saison 2022/23 gelang es Thompson im Spiel gegen die Portland Trail Blazers am 9. April 2023 als drittem Spieler der NBA-Geschichte, in einer Saison mindestens 300 Dreipunktwürfe zu verwandeln.

## Nationalmannschaft
Thompson war Mitglied der US-amerikanischen Nationalmannschaft, die bei der Basketball-Weltmeisterschaft 2014 den WM-Titel errang. 2016 gewann er bei den Olympischen Spielen in Rio de Janeiro die Goldmedaille im Finalspiel gegen Serbien.

## Persönliches
Klay Thompson ist der Sohn des ehemaligen bahamaischen Basketballspielers und Nr.-1-Pick des NBA-Draft 1978 Mychal Thompson. Sein älterer Bruder Mychel spielte während der Saison 2011/12 für die Cleveland Cavaliers. Sein jüngerer Bruder Trayce spielt Baseball. Er wurde beim MLB-Draft 2009 in der zweiten Runde von den Chicago White Sox ausgewählt und spielt seit 2022 für die Detroit Tigers.

## Auszeichnungen und Erfolge
- 4× NBA-Meister: 2015, 2017, 2018, 2022
- 5× NBA All-Star: 2015–2019
- 2× All-NBA Third Team: 2015, 2016
- NBA All-Defensive Second Team: 2019
- NBA All-Rookie First Team 2012
- NBA Three-Point Contest Champion: 2016
- Basketball-Weltmeister mit den USA: 2014
- NBA-Rekord für die meisten Punkte in einem Viertel: 37
  - NBA-Rekord für die meisten verwandelten Dreier in einem Viertel: 9
  - NBA-Rekord für die meisten verwandelten Dreier in einem Playoff-Spiel: 11
  - NBA-Rekord für die meisten verwandelten Dreier in einem Spiel: 14

## Karriere-Statistiken

### NBA

#### Reguläre Saison
| Saison   | Team         | GP  | GS  | MPG  | FG % | 3P % | FT %  | RPG | APG | SPG | BPG | PPG  |
| -------- | ------------ | --- | --- | ---- | ---- | ---- | ----- | --- | --- | --- | --- | ---- |
| 2011–12  | Golden State | 66  | 29  | 24.4 | .443 | .414 | .868  | 2.4 | 2.0 | 0.7 | 0.3 | 12.5 |
| 2012–13  | Golden State | 82  | 82  | 35.8 | .422 | .401 | .841  | 3.8 | 2.2 | 1.0 | 0.5 | 16.6 |
| 2013–14  | Golden State | 81  | 81  | 35.4 | .444 | .417 | .795  | 3.1 | 2.2 | 0.9 | 0.5 | 18.4 |
| 2014–15  | Golden State | 77  | 77  | 31.9 | .463 | .439 | .879  | 3.2 | 2.9 | 1.1 | 0.8 | 21.7 |
| 2015–16  | Golden State | 80  | 80  | 33.3 | .470 | .425 | .873  | 3.8 | 2.1 | 0.8 | 0.6 | 22.1 |
| 2016–17  | Golden State | 78  | 78  | 34.0 | .468 | .414 | .853  | 3.7 | 2.1 | 0.8 | 0.5 | 22.3 |
| 2017–18  | Golden State | 73  | 73  | 34.3 | .488 | .440 | .837  | 3.8 | 2.5 | 0.8 | 0.5 | 20.0 |
| 2018–19  | Golden State | 78  | 78  | 34.0 | .467 | .402 | .816  | 3.8 | 2.4 | 1.1 | 0.6 | 21.5 |
| 2021–22  | Golden State | 32  | 32  | 29.4 | .429 | .385 | .902  | 3.9 | 2.8 | 0.5 | 0.5 | 20.4 |
| 2022–23  | Golden State | 69  | 69  | 33.0 | .436 | .412 | .879  | 4.1 | 2.4 | 0.7 | 0.4 | 21.9 |
| 2023–24  | Golden State | 77  | 63  | 29.7 | .432 | .387 | .927  | 3.3 | 2.3 | 0.6 | 0.5 | 17.9 |
| Gesamt   | Gesamt       | 793 | 742 | 32.6 | .453 | .413 | .858  | 3.5 | 2.3 | 0.9 | 0.5 | 19.6 |
| All-Star | All-Star     | 5   | 1   | 20.4 | .379 | .379 | 1.000 | 5.0 | 3.4 | 0.4 | 0.0 | 12.6 |

### Play-offs
| Saison  | Team         | GP  | GS  | MPG  | FG % | 3P % | FT % | RPG | APG | SPG | BPG | PPG  |
| ------- | ------------ | --- | --- | ---- | ---- | ---- | ---- | --- | --- | --- | --- | ---- |
| 2012–13 | Golden State | 12  | 12  | 41.3 | .437 | .424 | .833 | 4.6 | 1.8 | 1.0 | 0.6 | 15.2 |
| 2013–14 | Golden State | 7   | 7   | 36.7 | .408 | .364 | .792 | 3.4 | 3.6 | 1.0 | 0.7 | 16.4 |
| 2014–15 | Golden State | 21  | 21  | 36.2 | .446 | .390 | .800 | 3.9 | 2.6 | 0.8 | 0.9 | 18.6 |
| 2015–16 | Golden State | 24  | 24  | 35.4 | .444 | .422 | .854 | 3.7 | 2.3 | 1.1 | 0.4 | 24.3 |
| 2016–17 | Golden State | 17  | 17  | 35.0 | .397 | .387 | .788 | 3.9 | 2.1 | 0.8 | 0.3 | 15.0 |
| 2017–18 | Golden State | 21  | 21  | 37.8 | .465 | .427 | .871 | 4.1 | 1.8 | 0.8 | 0.3 | 19.6 |
| 2018–19 | Golden State | 21  | 21  | 39.0 | .456 | .443 | .902 | 4.1 | 2.1 | 1.3 | 0.7 | 20.7 |
| 2021–22 | Golden State | 22  | 22  | 36.0 | .429 | .385 | .867 | 3.9 | 2.3 | 1.1 | 0.7 | 19.0 |
| 2022–23 | Golden State | 13  | 13  | 36.0 | .388 | .368 | .875 | 4.2 | 2.2 | 0.5 | 0.3 | 18.5 |
| Gesamt  | Gesamt       | 158 | 158 | 36.9 | .436 | .405 | .845 | 4.0 | 2.2 | 0.9 | 0.5 | 19.2 |